# Castello di Brissogne
Das Castello di Brissogne ist die Ruine einer Höhenburg im Ortsteil Luin (La Templaz) der Gemeinde Brissogne im Aostatal. Im örtlichen Dialekt heißt die Burgruine „La Tôo“, „La Tournalla“ oder „Lo Doundjoùn“.

## Geschichte und Beschreibung
Das Castello di Brissogne wurde im 13. Jahrhundert für die Herren von Quart erbaut, die den Hügel, auf dem es steht, als strategisch wichtigen Punkt für die Kontrolle des Umlandes erwählten. Nach dem Aussterben der Familie 1378 fiel die Burg an die Grafen von Savoyen, die sie 1405 an Tibaut de Montagny, den Gatten der einzigen Tochter von Henri de Quart, dem letzten Erben aus dem alten Herrscherhaus, verlehnten. 1502 erbte Amédée de Genève-Lullin die Burg und später Gaspar de la Ravoire.

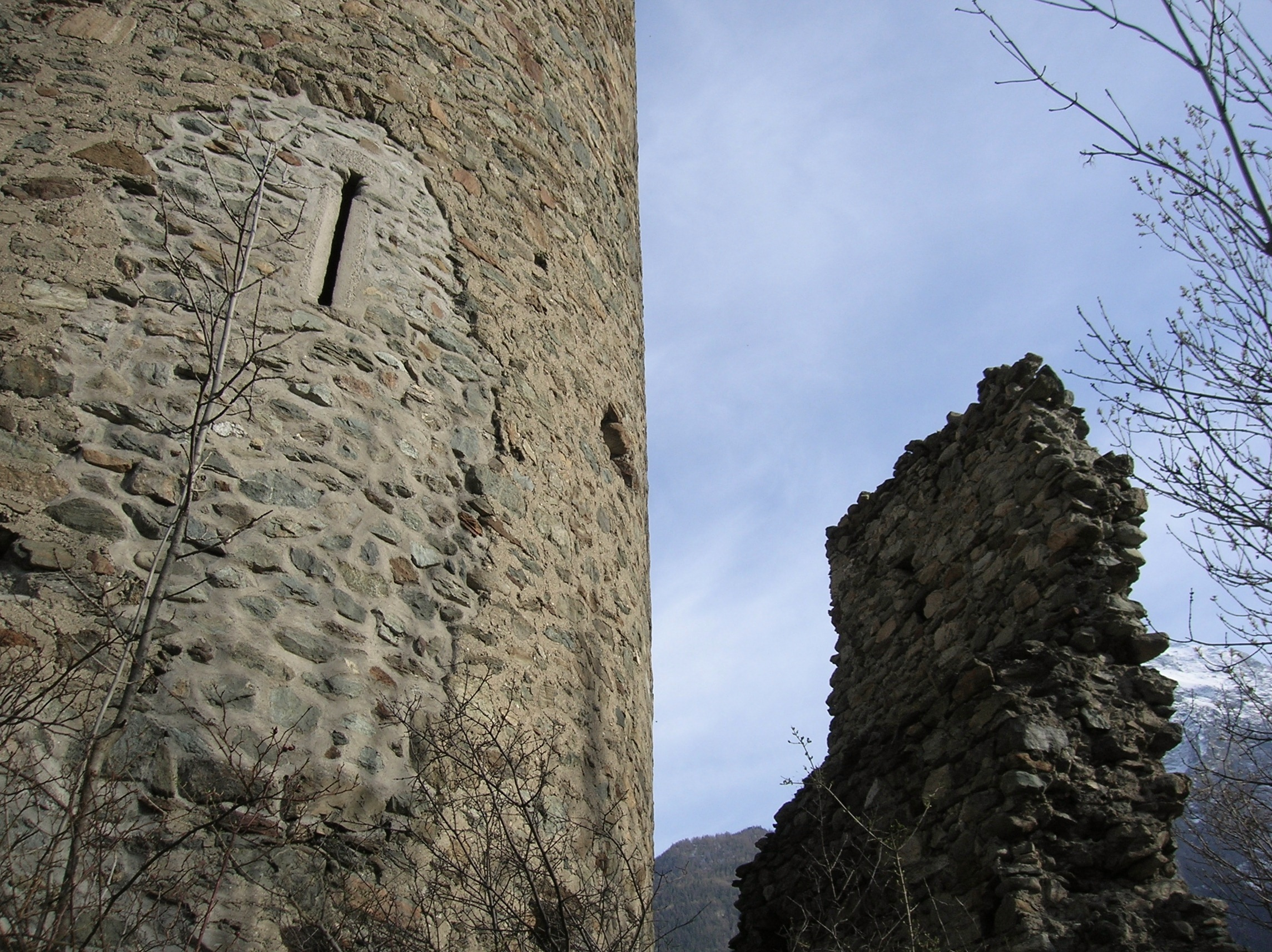
Details des Turmes und der Ruinen der Mauern

Im Jahre 1700 wurde der Komplex an die Adelsfamilie Avise verkauft, die aber an dieser Befestigung wenig interessiert war, da sie jede strategische Bedeutung verloren hatte. So war die Burg bis 1776 verfallen und wurde nie wieder aufgebaut.
Heute ist die Burg eine Ruine: Alles, was von der alten Anlage übrigblieb, sind ein zylindrischer Turm (der zentrale Bergfried) und einige Mauerreste.